# Lasioglossum rufitarsellum
Lasioglossum rufitarsellum là một loài Hymenoptera trong họ Halictidae. Loài này được Cockerell mô tả khoa học năm 1940.